# バイコヌール宇宙基地45番射点
バイコヌール宇宙基地45番射点はバイコヌール宇宙基地にあるゼニットシリーズ専用の射点である。射場は2つあるが、現在も運用されているのは1つだけである。ソビエト連邦およびロシアにおけるゼニットの官需打ち上げはすべてこの射点から行われた。1998年のグローバルスターの打ち上げを皮切りに、シーローンチ社の陸上打ち上げプログラムに基づく商業打ち上げも行っている。中核となるのは1978年から1983年にかけて5年の歳月を費やして建設された45/1射場である。第2射場である45/2射場は1990年に完成したが、同年中にロケットの打ち上げ失敗に巻き込まれて破壊されてしまい、放棄された。
45番射点での初打ち上げは1985年4月13日に行われた45/1射場からのゼニット2の弾道飛行であり、ゼニット2の初飛行でもあった。しかしこの打ち上げは失敗し、成功したのは1985年6月21 08:21GMTの第2回打ち上げであった。この打ち上げも弾道飛行であったが、打ち上げ時に生じたデブリの一部は低軌道に達した。45/2射場での初打ち上げは1990年5月22日に行われ、ゼニット2によりツェリーナ-2電子偵察衛星を無事軌道に投入した。続く同年10月4日の打ち上げで、ゼニット2 第1段のRD-171が打ち上げ5秒後に故障し、ロケットは高度70メートルから射場に墜落した。この事故で1,000トンもある金属製構造物が高さ20メートルまで飛び上がったほか、照明塔も射場から100メートルまで吹き飛ばされ、射場は完全に破壊された。ゼニットの打ち上げは10ヶ月後に45/1射場で再開され、45/2射場は再建されないことになった。
2007年6月29日にはゼニット2Mの初打ち上げが行われ、2008年4月28日にはゼニット3SLBの初打ち上げが行われた。
どちらの射場にも乗員をロケット頂部にある宇宙船に搭乗させるための移動式搭乗塔など、有人打ち上げ用の支援施設が設けられていたが、一度も使われたことはない。45/1射場の搭乗塔は現存し、45/2射場の搭乗塔も1990年の事故で大きく損傷しながらもまだ建っている。通常の打ち上げでは打ち上げ準備作業はすべて自動化されており、ロケットにアクセスする必要はないため、搭乗塔を使う必要はない。